# Doris (nudibranche)
Genre
Synonymes
- Anoplodoris P. Fischer, 1883[1]
- Archidoris Bergh, 1878[1]
- Austrodoris Odhner, 1926[1]
- Ctenodoris Eliot, 1907[2]
- Doridigitata d'Orbigny, 1839[1]
- Doriopsis Pease, 1860[2]
- Doriorbis Kay & Young, 1969[1]
- Guyonia Risbec, 1928[1]
- Neodoris Baba, 1938[1]
- Praegliscita Burn, 1957[1]
- Siraius Er. Marcus, 1955[1]
- Staurodoris Bergh, 1878[1]

Doris est un genre de mollusques de l'ordre des nudibranches, au sein de la famille des Dorididae.

## Liste des espèces
Selon World Register of Marine Species (8 novembre 2013) :
- Doris alboranica (Bouchet, 1977)
- Doris atypica (Eliot, 1906)
- Doris bertheloti (d'Orbigny, 1839)
- Doris bicolor (Bergh, 1884)
- Doris bovena (Er. Marcus, 1955)
- Doris caeca (Valdés, 2001)
- Doris cameroni (Allan, 1947)
- Doris chrysoderma (Angas, 1864)
- Doris claurina (Er. Marcus, 1959)
- Doris elegans (Quoy & Gaimard, 1832)
- Doris falklandica (Eliot, 1907)
- Doris flabellifera (Cheeseman, 1881)
- Doris fontainii (d'Orbigny, 1837)
- Doris fretterae (T. E. Thompson, 1980)
- Doris fulva (Eliot, 1907)
- Doris granulosa (Pease, 1860)
- Doris hayeki (Ortea, 1998)
- Doris ilo (Er. Marcus, 1955)
- Doris immonda (Risbec, 1928)
- Doris kerguelenensis (Bergh, 1884)
- Doris kpone (Edmunds, 2013)
- Doris kyolis (Ev. Marcus & Er. Marcus, 1967)
- Doris laboutei (Valdés, 2001)
- Doris lugubris (Gravenhorst, 1831)
- Doris marmorata (Risso, 1818)
- Doris minuta (Edmunds, 2013)
- Doris montereyensis (J. G. Cooper, 1863)
- Doris morenoi (Ortea, 1989)
- Doris nanula (Bergh, 1904)
- Doris nobilis (Odhner, 1907)
- Doris nucleola (Pease, 1860)
- Doris ocelligera (Bergh, 1881)
- Doris odhneri (MacFarland, 1966)
- Doris odonoghuei (Steinberg, 1963)
- Doris pickensi (Marcus & Marcus, 1967)
- Doris pseudoargus Rapp, 1827
- Doris pseudoverrucosa (Ihering, 1886)
- Doris sticta (Iredale & O'Donoghue, 1923)
- Doris sugashimae (Baba, 1998)
- Doris tricolor (Baba, 1938)
- Doris verrucosa (Linnaeus, 1758)
- Doris violacea (Bergh, 1904)
- Doris wellingtonensis (Abraham, 1877)

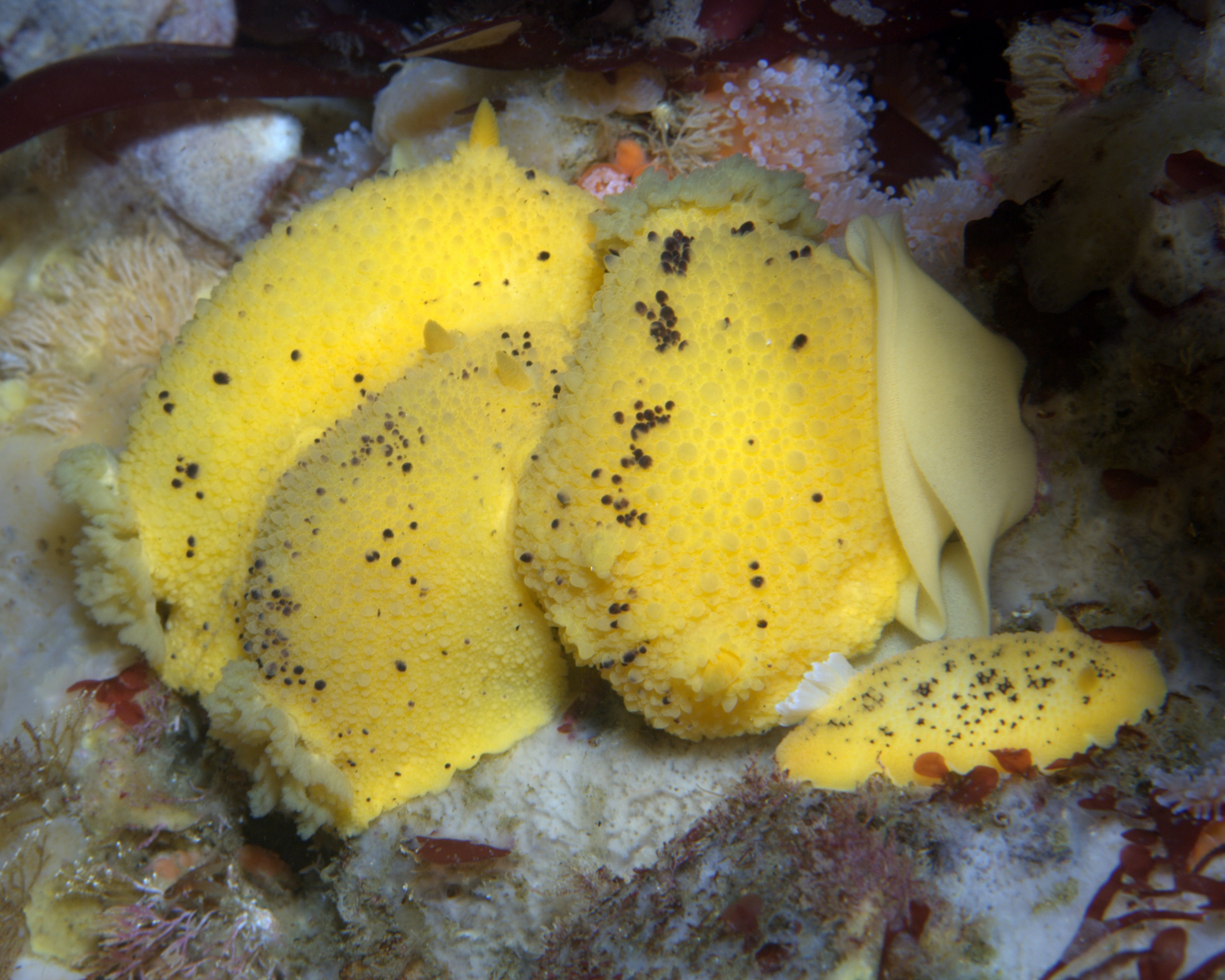
Doris montereyensis.
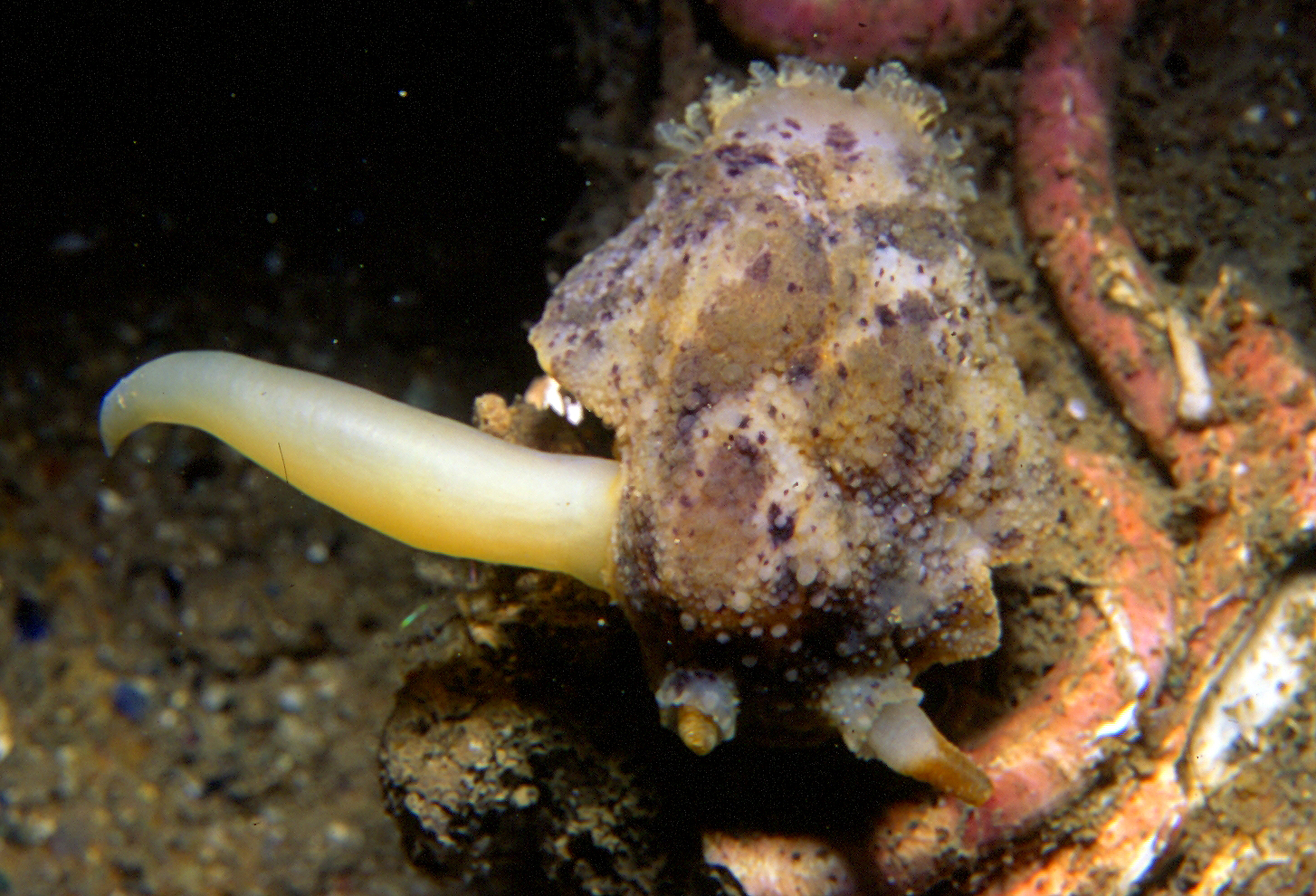
Doris pseudoargus.
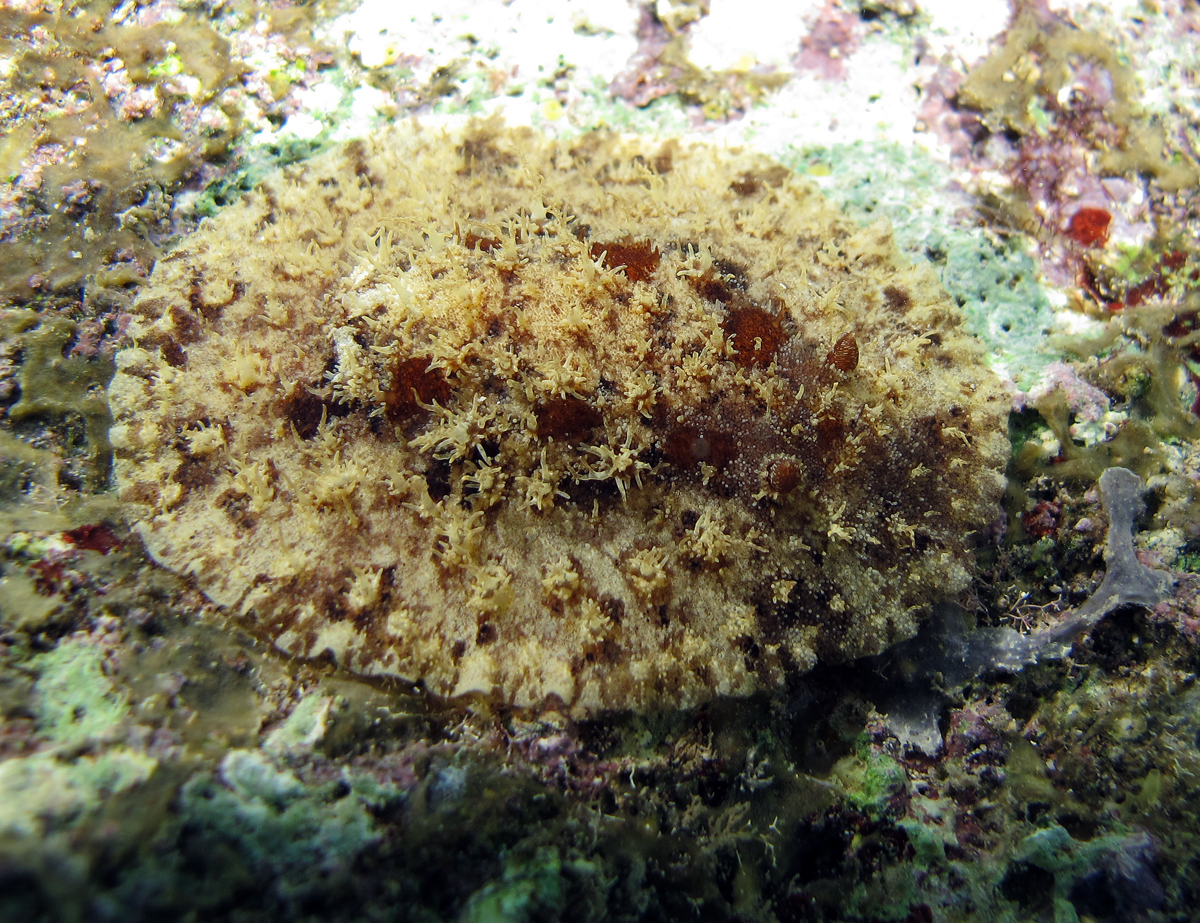
Asteronotus raripilosus
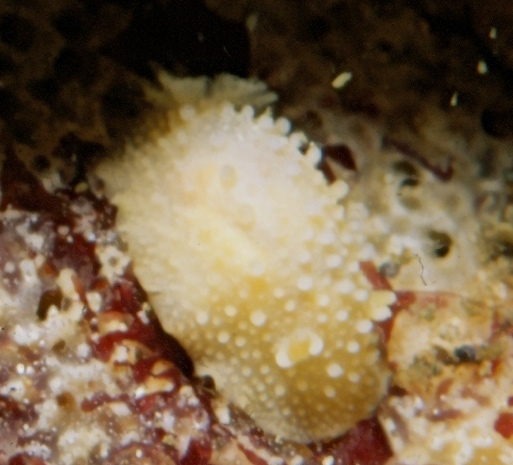
Doris verrucosa.